# Dampierre (Haute-Marne)
Dampierre ist eine französische Gemeinde mit 385 Einwohnern (Stand: 1. Januar 2022) im Département Haute-Marne der Region Grand Est (vor 2016: Champagne-Ardenne). Sie gehört zum Arrondissement Langres und zum Kanton Nogent. Die Einwohner werden Dampierrois genannt.

## Geografie und Verkehr
Dampierre befindet sich am nördlichen Rand des Plateaus von Langres, etwa 30 Kilometer südöstlich von Chaumont. Umgeben wird Dampierre von den Nachbargemeinden Poinson-lès-Nogent im Norden, Chauffourt im Nordosten und Osten, Frécourt im Osten und Südosten, Neuilly-l’Évêque im Südosten und Süden, Changey im Süden, Rolampont im Westen sowie Thivet im Nordwesten.
Durch die Gemeinde führt die Autoroute A31.

## Bevölkerungsentwicklung
| Jahr                       | 1962 | 1968 | 1975 | 1982 | 1990 | 1999 | 2006 | 2019 |
| Einwohner                  | 320  | 334  | 333  | 340  | 339  | 371  | 362  | 384  |
| Quellen: Cassini und INSEE |      |      |      |      |      |      |      |      |

## Sehenswürdigkeiten
- Kirche Saint-Pierre
- Kapelle Saint-Pierre-et-Saint-Paul
- Festung Dampierre, 1875 bis 1878 erbaut